# Dewetacite
Dewetacite (bułg. Деветаците) – wieś w Bułgarii, w obwodzie Wielkie Tyrnowo, w gminie Wielkie Tyrnowo. Wieś wymarła.